# Lekkoatletyka na Letnich Igrzyskach Olimpijskich 2020 – bieg na 5000 m mężczyzn
Bieg na 5000 metrów mężczyzn był jedną z konkurencji lekkoatletycznych rozgrywanych podczas igrzysk olimpijskich w Tokio.
Wystartowało 38 zawodników z 23 krajów.

## Terminarz
Godziny rozpoczęcia podane są w czasie tokijskim.
| Data                    | Godzina |         |
| ----------------------- | ------- | ------- |
| Wtorek, 3 sierpnia 2021 | 19:00   | Runda 1 |
| Piątek, 6 sierpnia 2021 | 19:50   | Finał   |

## Rekordy
|                   | Zawodnik         | Wynik    | Miejsce            | Data             |
| ----------------- | ---------------- | -------- | ------------------ | ---------------- |
| Rekord świata     | Joshua Cheptegei | 12:35,36 | Monako Fontvieille | 14 sierpnia 2020 |
| Rekord olimpijski | Kenenisa Bekele  | 12:57,82 | Chiny Pekin        | 23 sierpnia 2008 |

## Runda 1
Rozegrano 2 biegi eliminacyjne. Do finału awansowało 5 pierwszych zawodników z każdego biegu oraz 5 z najlepszymi czasami.

### Bieg 1
| Poz. | Zawodnik              | Reprezentacja     | Czas     | Uwagi |
| ---- | --------------------- | ----------------- | -------- | ----- |
| 1.   | Nicholas Kimeli       | Kenia             | 13:38,87 | Q     |
| 2.   | Mohammed Ahmed        | Kanada            | 13:38,96 | Q     |
| 3.   | Woody Kincaid         | Stany Zjednoczone | 13:39,04 | Q     |
| 4.   | Oscar Chelimo         | Uganda            | 13:39,07 | Q     |
| 5.   | Birhanu Balew         | Bahrajn           | 13:39,42 | Q     |
| 6.   | Marc Scott            | Wielka Brytania   | 13:39,61 |       |
| 7.   | Hugo Hay              | Francja           | 13:39,95 |       |
| 8.   | David McNeill         | Australia         | 13:39,97 |       |
| 9.   | Getnet Wale           | Etiopia           | 13:41,13 |       |
| 10.  | Daniel Ebenyo         | Kenia             | 13:41,64 |       |
| 11.  | Jonas Raess           | Szwajcaria        | 13:43,52 |       |
| 12.  | Soufiyan Bouqantar    | Maroko            | 13:43,97 |       |
| 13.  | Lucas Bruchet         | Kanada            | 13:44,08 |       |
| 14.  | Nibret Melak          | Etiopia           | 13:45,81 |       |
| 15.  | Yemaneberhan Crippa   | Włochy            | 13:47,12 |       |
| 16.  | Robin Hendrix         | Belgia            | 13:58,37 |       |
| 17.  | Yuta Bando            | Japonia           | 14:05,80 |       |
| 18.  | Nursultan Keneshbekov | Kirgistan         | 14:07,79 |       |
| 19.  | Abidine Abidine       | Mauretania        | 14:54,80 | PB    |
| –    | Mike Foppen           | Holandia          | DNF      |       |

### Bieg 2
| Poz. | Zawodnik                      | Reprezentacja           | Czas     | Uwagi |
| ---- | ----------------------------- | ----------------------- | -------- | ----- |
| 1.   | Mohamed Katir                 | Hiszpania               | 13:30,10 | Q     |
| 2.   | Paul Chelimo                  | Stany Zjednoczone       | 13:30,15 | Q     |
| 3.   | Justyn Knight                 | Kanada                  | 13:30,22 | Q     |
| 4.   | Jacob Kiplimo                 | Uganda                  | 13:30,40 | Q     |
| 5.   | Joshua Cheptegei              | Uganda                  | 13:30,61 | Q     |
| 6.   | Milkesa Mengesha              | Etiopia                 | 13:31,13 | q     |
| 7.   | Andrew Butchart               | Wielka Brytania         | 13:31,23 | q     |
| 8.   | Grant Fisher                  | Stany Zjednoczone       | 13:31,80 | q     |
| 9.   | Jimmy Gressier                | Francja                 | 13:33,47 | q     |
| 10.  | Luis Grijalva                 | Gwatemala               | 13:34,11 | q     |
| 11.  | Morgan McDonald               | Australia               | 13:37,36 |       |
| 12.  | Narve Gilje Nordås            | Norwegia                | 13:41,82 |       |
| 13.  | Jamal Abdelmaji Eisa Mohammed | Reprezentacja Uchodźców | 13:42,98 | PB    |
| 14.  | Dawit Fikadu                  | Bahrajn                 | 13:44,03 | q     |
| 15.  | Lesiba Precious Mashele       | Południowa Afryka       | 13:48,25 |       |
| 16.  | Mohamed Mohumed               | Niemcy                  | 13:50,46 |       |
| 17.  | Isaac Kimeli                  | Belgia                  | 13:57,36 |       |
| 18.  | Hiroki Matsueda               | Japonia                 | 14:15,54 |       |
| –    | Samuel Chebole                | Kenia                   | DNS      |       |
| –    | Patrick Tiernan               | Australia               | DNS      |       |

### Finał
| Poz. | Zawodnik         | Reprezentacja     | Czas     | Uwagi |
| ---- | ---------------- | ----------------- | -------- | ----- |
| 1.   | Joshua Cheptegei | Uganda            | 12:58,15 |       |
| 2.   | Mohammed Ahmed   | Kanada            | 12:58,61 |       |
| 3.   | Paul Chelimo     | Stany Zjednoczone | 12:59,05 | SB    |
| 4.   | Nicholas Kimeli  | Kenia             | 12:59,17 | SB    |
| 5.   | Jacob Kiplimo    | Uganda            | 13:02,40 |       |
| 6.   | Birhanu Balew    | Bahrajn           | 13:03,20 |       |
| 7.   | Justyn Knight    | Kanada            | 13:04,38 |       |
| 8.   | Mohamed Katir    | Hiszpania         | 13:06,60 |       |
| 9.   | Grant Fisher     | Stany Zjednoczone | 13:08,40 |       |
| 10.  | Milkesa Mengesha | Etiopia           | 13:08,50 |       |
| 11.  | Andrew Butchart  | Wielka Brytania   | 13:09,97 | SB    |
| 12.  | Luis Grijalva    | Gwatemala         | 13:10,09 | NR    |
| 13.  | Jimmy Gressier   | Francja           | 13:11,33 |       |
| 14.  | Woody Kincaid    | Stany Zjednoczone | 13:17,20 | SB    |
| 15.  | Dawit Fikadu     | Bahrajn           | 13:20,24 | SB    |
| 16.  | Oscar Chelimo    | Uganda            | 13:44,45 |       |